# 融合事務所
株式会社融合事務所（ゆうごうじむしょ）は、東京都渋谷区にある芸能事務所。1985年設立。元々は柳葉敏郎などが在籍していた劇男一世風靡の専属事務所として設立された。

## 所属芸能人
- 柳葉敏郎（元 劇男一世風靡）
- 勝俣州和（元 劇男一世風靡）
- 平賀雅臣（元 劇男一世風靡 団長）
- 木村多江
- 高橋かおり
- 西村直人
- 小山弘訓
- 大村美樹
- 周本絵梨香
- 荒井愛花
- 南彩加

### 業務提携
- 川崎悦子
- 白木慈恩
- ミワンダフル
- 平田慎二
- 永井裕策

### YOUGO TRUST所属
- 鎌田将司
- 松尾淳一郎